# André Malraux

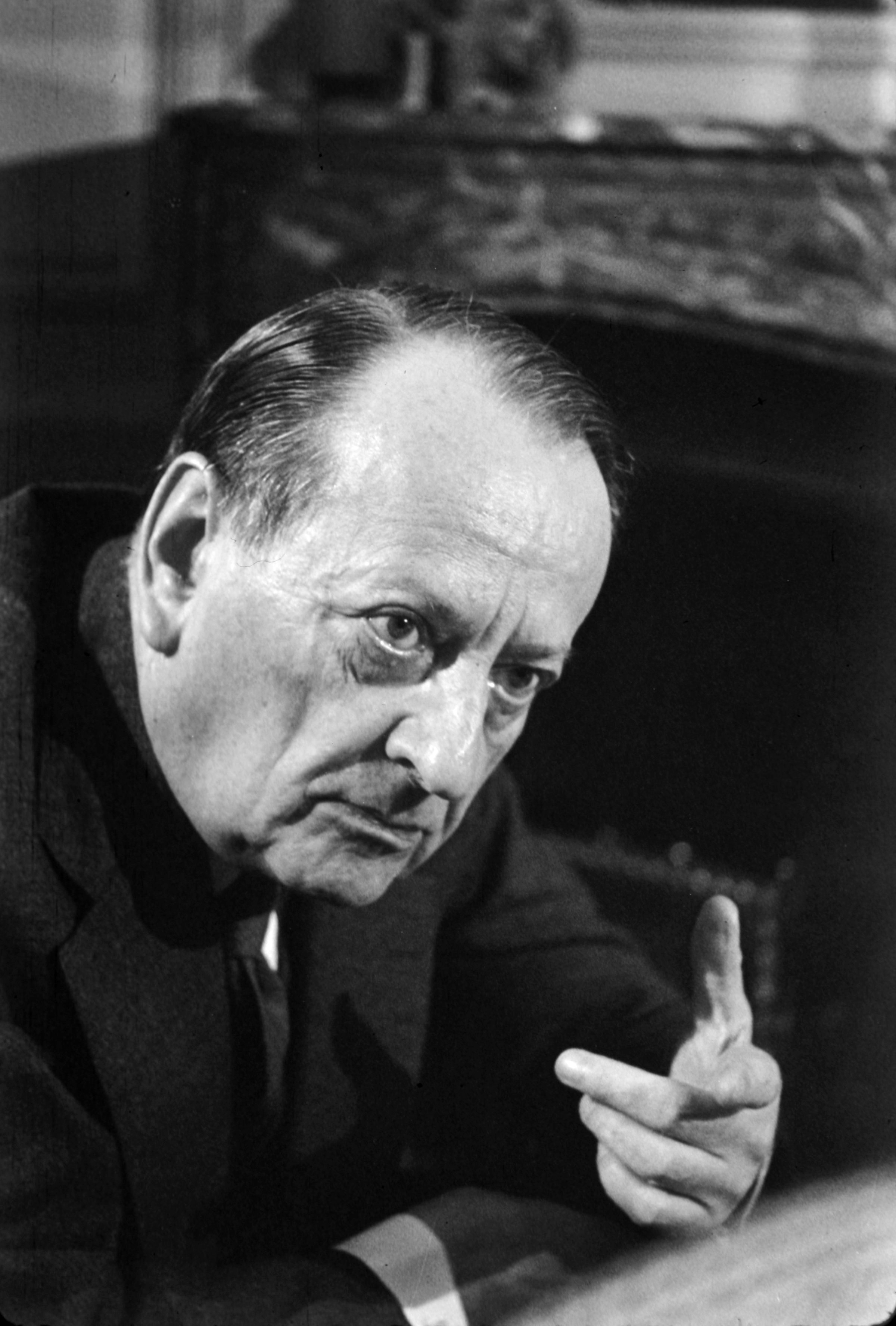
André Malraux (1974)

André Malraux ([ɑ̃d'ʁe mal'ʁo] * 3. November 1901 in Paris; † 23. November 1976 in Créteil, Val-de-Marne) war ein französischer Schriftsteller, Drehbuchautor, Filmregisseur, Abenteurer und Politiker.

## Familiärer Hintergrund
Malraux litt seit seiner Kindheit am Tourette-Syndrom. Im Jahre 1905 verließ sein Vater Fernand, ein Bankangestellter, seine Frau Berthe, geborene Lamy, und die Familie. Fernand Malraux heiratete erneut und hatte aus dieser Ehe zwei Söhne, Roland (1912–1945) und Claude (1922–1944), die sich beide ab 1942 in der Résistance engagierten und im März 1944 von den Deutschen verhaftet wurden.
André Malraux heiratete 1921 seine erste Frau Clara Goldschmidt. Er führte stets einen sehr mondänen und aufwändigen Lebensstil, auch finanzielle Rückschläge wie der Verlust des Vermögens seiner Frau an der Börse 1923 (siehe auch Deutsche Inflation 1914 bis 1923) konnten ihn nicht davon abbringen. Freunde, vor allem später sein Verleger Gaston Gallimard, halfen ihm immer wieder aus finanziellen Schwierigkeiten. Bei seinem Tod hinterließ Malraux Schulden in Millionenhöhe.
1938 trennte er sich von seiner ersten Frau Clara, mit der er eine Tochter hatte, Florence (1933–2018), und lebte mit Josette Clotis zusammen. Mit ihr hatte er zwei Söhne, Pierre-Gauthier (1940–1961) und Vincent (1943–1961; offiziell vaterlos). Da Malraux bei der Geburt von Pierre-Gauthier immer noch mit Clara verheiratet war, wurde offiziell sein Halbbruder Roland als Vater eingetragen.
Josette verunglückte 1944 bei einem Zugunfall tödlich. Ab 1945 lebte Malraux mit Madeleine, der Witwe seines Halbbruders Roland, und deren Sohn Alain zusammen. Die Scheidung von Clara wurde erst 1946 ausgesprochen, Madeleine heiratete er 1948. Seine beiden Söhne Pierre-Gauthier und Vincent kamen 1961 bei einem Autounfall ums Leben. 1966 trennte er sich von Madeleine, lebte ab 1967 mit Louise de Vilmorin zusammen (die ab 1923 kurz mit Antoine de Saint-Exupéry verlobt gewesen war) und nach deren Tod 1969 mit ihrer Nichte Sophie de Vilmorin (1931–2009).

## Der junge Malraux
Nach der Grundschule wollte Malraux das renommierte Lycée Condorcet besuchen, wurde 1918 jedoch nicht aufgenommen. Dann war er Buchverkäufer, u. a. für René-Louis Doyon, der ihm den Kontakt zu Schriftstellern wie Max Jacob, Paul Morand, Jean Cocteau oder Raymond Radiguet vermittelte. Malraux begann, sich intensiv mit moderner Kunst zu befassen und arbeitete auch für den renommierten Kunsthändler Daniel-Henry Kahnweiler. Ab 1920 publizierte er mehrere Artikel über moderne Literatur und Kunst.
Um sich finanziell zu sanieren, begab Malraux sich 1923 nach Angkor in Französisch-Indochina, wo er eine Tonne behauener Steine und drei Basrelief-Fragmente aus dem Tempel Banteay Srei stahl. Er wurde am 23. Dezember 1923 verhaftet und am 21. Juli 1924 in Phnom Penh zu drei Jahren Gefängnis verurteilt. Seiner Frau Clara gelang es mit Hilfe Marcel Arlands, bekannte Schriftsteller wie André Gide, François Mauriac, André Breton, Louis Aragon und Max Jacob zu Gunsten von Malraux zu mobilisieren. Dies führte dazu, dass die Strafe am 28. Oktober 1924 auf ein Jahr und acht Monate reduziert und zur Bewährung ausgesetzt wurde. Nach kurzem Aufenthalt in Frankreich verbrachte das Ehepaar Malraux 1925 die meiste Zeit in Saigon. Dort engagierte sich Malraux journalistisch gegen das französische Kolonialregime unter Gouverneur Maurice Cognacq. Trotz eines Kurzbesuchs in Hongkong und Macau zwecks Einkäufen besuchte Malraux die Republik China nicht. Dass Malraux damals Kontakt mit den chinesischen Revolutionären, insbesondere Kommunisten hatte, ist nur ein – auch von Malraux selbst – sorgsam gepflegter Mythos.

## Der Schriftsteller
Zurück in Frankreich begann er 1926 mit seinen ersten schriftstellerischen Essais und Romanen, die ihm auch weitere Freundschaften mit prominenten Schriftstellern wie André Gide und Pierre Drieu la Rochelle einbrachten. Malraux war beeinflusst von Dostojewski, Nietzsche, Spengler und Gide. Zwischen 1928 und 1937 veröffentlichte er seine vier großen Romane: beim Verlag Grasset 1928 Les Conquérants und 1930 La Voie royale, bei Gallimard, dessen Lektoratskomitee er 1928 beitrat, 1933 La Condition humaine und 1937 L’Espoir. Alle vier Romane haben einen abenteuerlich-exotischen Hintergrund:
- Les Conquérants handelt von den Aufständen in Guangzhou (Canton) in Südchina.
- La Voie royale liegt Malraux’ Erfahrung in Kambodscha zugrunde.
- La Condition humaine spielt auf dem Hintergrund der revolutionären Aufstände im Raum Shanghai.
- L’Espoir basiert auf Malraux’ Erfahrungen im Spanischen Bürgerkrieg.

Diese Romane begründeten Malraux’ Ruf als Frühexistentialist. Insbesondere in La Voie royale, Malraux’ Roman, der am meisten philosophischen Tiefgang aufweist, nahm er schon einige von Sartres Thesen vorweg. Sartre bezeichnete Malraux einmal als „seinen Johannes den Täufer“. Die Helden von Malraux’ Romanen sind Beispiele der Würde menschlicher Existenz und Beweis der Freiheit des Menschen. Malraux schildert die menschliche Natur als von Gefühlen der Angst und des Ekels wie auch der Hoffnung geprägt. Die Hoffnung verbindet die Menschen zu gemeinsamen Aktionen. Und die Angst, die die ständige Begleiterin des Menschen ist, treibt ihn zum Handeln an. Das wichtigste für den Menschen ist die Verantwortung, die er sich selbst gegenüber – und nicht vor einer Sache – hat. Der Mensch wählt sich, denn das Leben hat keinen Endzweck. Doch er scheitert letztlich, denn nicht der Mensch macht etwas aus seinem Leben, sondern das Leben macht etwas aus ihm. Erotik, Spiel, Terror, Abenteuer und revolutionäre Aktionen sind nur Ersatzlösungen, mittels deren der Mensch versucht, aus seinen tragischen Daseinsstrukturen, aus seiner condition humaine herauszukommen. Was den Menschen auszeichnet, ist das Bewusstsein seines Todes, des unwiderlegbaren Beweises der Absurdität des Daseins. Schon vor Albert Camus hat Malraux die Absurdität des Lebens postuliert. Es ist jedoch genau diese Absurdität des Lebens, die den menschlichen Handlungen erst Sinn verleiht und dem Individuum zu wahrem Leben verhilft.
Schlimm ist nicht der Tod, sondern der Verfall, die Unterwerfung unter die bürgerliche Ordnung. Ein sinnvoller Tod ist besser als ein sinnloses Leben. Die Tragik des Todes besteht allein darin, dass er das Leben des Menschen zum Schicksal werden lässt. Wie Sartre sieht auch der frühe Malraux einen Widerspruch zwischen Moral und Politik. Es gebe keine gerechte Partei. Doch ohne Moral gehe es in der Politik auch nicht, denn Politik werde immer an Moral gemessen. Nur um moralischer Ziele willen sei der Mensch bereit, für eine Sache in den Tod zu gehen. Der Tod sei immer ein Sieg der Sinnlosigkeit, doch es zähle, dass der Mensch nie nachgegeben habe und nie unterlegen sei. Nur der Sieg zähle, nicht das Leben. Selbstmord wäre jedoch kein Ausweg, denn er sei nur Selbsttäuschung.

## Der politische Revolutionär und Widerstandskämpfer
Früh durch seine Frau Clara sensibilisiert, begann Malraux sich aktiv gegen den Faschismus einzusetzen und engagierte sich deshalb bei der französischen kommunistischen Partei (PCF). 1933 trat er als Redner an der ersten Versammlung der von André Gide präsidierten Association des Écrivains et Artistes Révolutionnaires auf. Er traf Leo Trotzki, wandte sich dann jedoch dem Stalinismus zu. 1934 begab er sich mit Gide ins nationalsozialistisch regierte Berlin, um die Freilassung der Kommunistenführer Georgi Dimitrow und Ernst Thälmann zu erreichen. Im Sommer 1934 war er in Moskau zu Besuch und nahm dort am ersten Sowjetischen Schriftstellerkongress teil, auf dem der Sozialistische Realismus zum Leitprinzip erhoben wurde. Er traf damals u. a. Josef Stalin. 1935 organisierte er zusammen mit Gide und dem sowjetischen Publizisten Michail Kolzow den Congrès international des écrivains pour la défense de la culture, der teilweise verdeckt mit Geldern aus Moskau finanziert wurde.
1936 besuchte Malraux die Sowjetunion, um für sein Projekt einer Kulturenzyklopädie zu werben, für die „fortschrittliche Autoren“ schreiben sollten. Zunächst beabsichtigte er, den Schriftsteller Maxim Gorki als Mitherausgeber zu gewinnen, er besuchte ihn in Begleitung Kolzows, der als Vertrauter Stalins galt, auf der Krim. Doch der schwerkranke Gorki lehnte ab. So schlug Malraux für diese Funktion den früheren Herausgeber des Regierungsorgans Iswestija Nikolai Bucharin vor, ohne zu ahnen, dass gegen diesen längst im Auftrag Stalins ein Schauprozess vorbereitet wurde.
Ab Sommer 1936 engagierte sich Malraux aktiv im Spanischen Bürgerkrieg für die republikanische Seite. Er teilte sich ein Büro mit Leopold Kohr, George Orwell und Ernest Hemingway und stand in Kontakt zur Allianz der antifaschistischen Intellektuellen. Gleich nach Kriegsbeginn im Juli 1936 organisierte er den Aufbau der Flugzeugstaffel España, deren Kommando er auch innehatte, obwohl er selbst nicht fliegen konnte. Nach deren Integration in die offiziellen republikanischen Einheiten im November 1936 ging er 1937 zusammen mit dem englischen Schriftsteller Ralph Bates in die USA, um Geldmittel für die republikanische Seite zu akquirieren. Damit hörte sein direktes Engagement im Spanischen Bürgerkrieg auf, den er in seinem Roman L’Espoir und im Film Sierra de Teruel (1938/39) nochmals aufleben ließ.
Der Deutsch-sowjetische Nichtangriffspakt 1939 führt zum Bruch mit den Kommunisten. Malraux wurde fortan in Moskau als Feind angesehen. So wurde dem verhafteten Schriftsteller Isaak Babel im Herbst 1939 bei seinen Verhören durch den NKWD durch Folter das Geständnis abgepresst, Malraux habe ihn als „Spion“ für Frankreich angeworben. Malraux war immer mehr der Abenteurer, der sich kaum in eine soziale Existenz einfügen konnte und mittels seines Engagements vor allem seinem eigenen Leben Sinn geben wollte. Selbstverwirklichung war für Malraux wichtiger als der Dienst im Klassenkampf. Malraux zeigte große Abscheu vor Disziplin und Zwang zu Gehorsam. Ihn interessierte nur die Energie und die Aktionsbereitschaft der Kommunistischen Partei.
Zu Beginn des Zweiten Weltkriegs wollte sich Malraux, der nur dem Hilfsdienst zugeteilt war, bei den Panzertruppen melden, wurde jedoch nicht angenommen. Ab April 1940 leistete er als Soldat Dienst in der motorisierten Kavallerie und im Juni 1940 wurde er von den Deutschen gefangen genommen. Im November 1940 gelang ihm dank seines Halbbruders Roland die Flucht.
Bis März 1944 lebte er meist in aristokratischen südfranzösischen Villen. Viele, darunter Emmanuel d’Astier de la Vigerie, Claude Bourdet und Sartre, versuchten ihn zur Teilnahme an der Résistance zu überreden. Malraux lehnte ab, da er nur von der Sowjetunion und den Engländern die Befreiung erwartete.
Erst im März 1944, drei Monate vor der Landung der Alliierten in der Normandie, versuchte Malraux, sich unter dem Namen Oberst Berger der Résistance im Département Corrèze anzuschließen. Im Juli von den Deutschen verhaftet, erlangte er erst mit der Befreiung Frankreichs im August 1944 wieder seine eigene Freiheit. Um seine Arbeit in der Résistance wie die Umstände seiner Gefangennahme und seiner Befreiung ranken sich Zweifel. Von einem führenden Widerstandskämpfer kann bis August 1944 jedenfalls keine Rede sein. Im September 1944 übernahm er das Kommando der Alsace-Lorraine Brigade, die als offiziell französische Einheit am Kampf in den Vogesen und im Elsass beteiligt war. Auch hier herrscht Uneinigkeit über Malraux’ echte Funktion und Bedeutung.

## Gaullistischer Politiker und Kunstpublizist

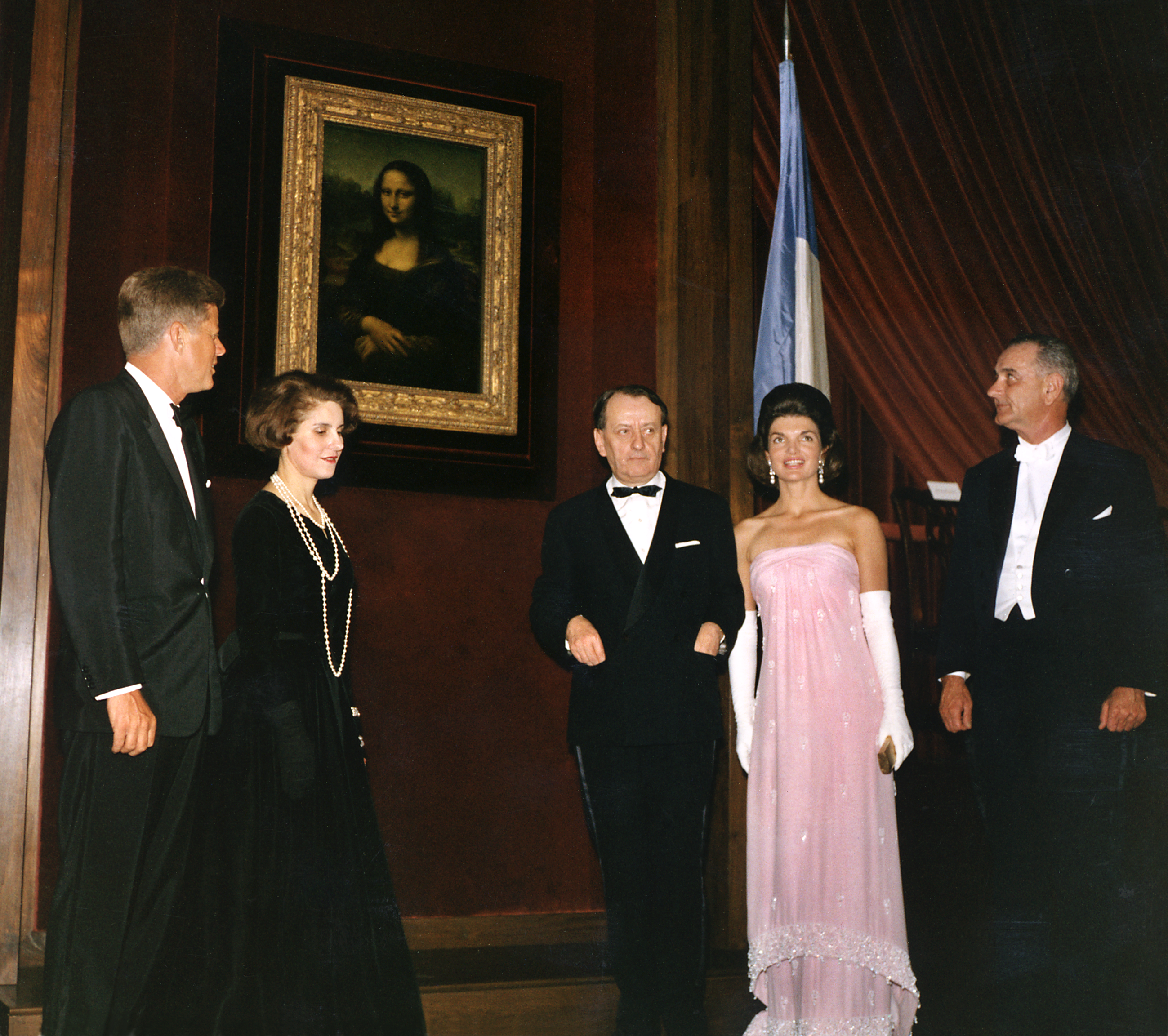
John F. Kennedy, Madeleine Malraux, André Malraux, Jacqueline Kennedy und Lyndon B. Johnson vor der Mona Lisa 1963 in der National Gallery of Art

Im Herbst 1944 schloss Malraux sich als Links-Gaullist Charles de Gaulles Bewegung an. Im August 1945 traf er erstmals de Gaulle. Beide bezeugten einander von da an großen Respekt und Bewunderung. Von November 1945 bis Januar 1946 war er de Gaulles Informationsminister mit Raymond Aron als seinem Kabinettsdirektor. Als de Gaulle 1947 das Rassemblement du peuple français (RPF) als seine Partei gründete, wurde Malraux Leiter des Pressedienstes (bis 1953). In den Jahren 1947 bis 1958, in denen de Gaulle sich aus der Politik zurückgezogen hatte, kehrte Malraux zu seiner großen alten Leidenschaft, der Kunst, zurück. Malraux schrieb Bücher über die Kunst: La Psychologie de l’art (1947–79) und Musée imaginaire (1953–55).
Nachdem er sich noch im Frühjahr 1958 mit Mauriac und Sartre gegen die Folter in Algerien gewendet hatte, veränderte die Rückkehr de Gaulles in die Politik im Sommer 1958 Malraux’ Leben radikal. Im Juni 1958 wurde er zum Informationsminister ernannt, im Januar 1959 wurde das Ministerium für kulturelle Angelegenheiten geschaffen und er der Minister, ein Amt, welches er bis zum Rücktritt de Gaulles 1969 behielt. Er beschwerte sich zunächst über das „lächerliche Budget“, das ihm zur Verfügung stehe. 1962 musste er nach einem Attentat der OAS aus dem bisherigen Haus ausziehen und nahm das Angebot de Gaulles an, dessen zweite Dienstresidenz, den Pavillon de la Lanterne in Versailles, zu nutzen, den später Präsident Nicolas Sarkozy als Wohnsitz wählte.
Als Staatsminister bereiste Malraux die Welt und wurde von prominenten Staatsmännern empfangen, von John F. Kennedy über Jawaharlal Nehru bis Mao Zedong. Er förderte die moderne Kunst (Ausstellung über Pablo Picasso; Marc Chagall durfte die Decke der Opéra, André Masson jene des Théâtre National de l’Odéon gestalten); er förderte auch umstrittene Schriftsteller wie Jean Genet. Er gilt als Vater der Maisons de la culture, das erste 1964 in Bourges, die zum Ziel hatten, die Menschen vermehrt mit der Kunst in Kontakt zu bringen. Malraux tat auch sehr viel für die Bewahrung alter Kulturobjekte und für die Wiederauferstehung von Paris als „Stadt des Lichtes“. Als Kulturminister sorgte er für die Säuberung der Fassaden – der tiefste Eingriff ins Stadtbild seit der Haussmannisation Mitte des 19. Jahrhunderts.
Seine Gefolgschaft gegenüber de Gaulle brachte ihm jedoch auch die Feindschaft vieler ein, insbesondere jene Sartres. Malraux und Sartre waren die beiden Antipoden unter den führenden Intellektuellen Anfang der 1960er Jahre. Malraux’ Tochter Florence unterschrieb 1960 im Zusammenhang mit dem Algerienkrieg den Aufruf zur Kriegsdienstverweigerung (Manifest der 121), was zum Bruch zwischen Vater und Tochter führte (bis 1968). Malraux sah im Mai 1968 nur eine lyrische Illusion, setzte sich 1969 aber trotzdem mit Sartre und Mauriac für Régis Debray ein, der als Revolutionär in Bolivien gefangen war. Gegen und nach Ende seiner politischen Karriere widmete Malraux sich seiner Autobiographie und setzte seine Werke über die Kunst fort. Von Alkoholismus und Medikamentenmissbrauch schwer gezeichnet, erkrankte er mehrfach schwer. Malraux verstarb am 23. November 1976. Zwanzig Jahre später wurde seine Asche – auf Anregung von Pierre Messmer veranlasst von Jacques Chirac, dem damaligen französischen Staatspräsidenten – in das Panthéon überführt.

## Ehrungen
- 1955 wurde Malraux als auswärtiges Ehrenmitglied in die American Academy of Arts and Letters aufgenommen.[11]
- 1969 wurde er in die American Academy of Arts and Sciences gewählt.[12]
- 1997 Frankreich: Gedenkmünzen zu 100 Francs (Silber) und 500 Francs (Gold: maximal 300 Stück). Die Vorderseite zeigt sein Bildnis en face, die Rückseite zeigt zwei sitzende Figuren der ägyptischen Katzengöttin Bastet.
- 1999 wurde das Kunstmuseum in Le Havre nach Malraux benannt, seit 2011 trägt es den Namen Musée d’art moderne André Malraux.

## Wirkung
Der Einfluss Malraux’ auf die Kunst nach 1945 (Le Musée imaginaire) kann nicht überschätzt werden. Ungeklärt ist, wie stark die Einflüsse von Marcel Duchamp und André Malraux verteilt sind. Daniel Spoerri mit seinem Musée Sentimental, Marcel Broodthaers mit seinem Adler-Museum (1968 – 72) sind hier zu nennen. Das 1991 von Hans-Peter Porzner gegründete imaginäre Museum für Moderne Kunst München war ausgerichtet auf die Analyse des Kunstbetriebs (Kunstbetriebskunst).
Seine Kritik an der gesundheitsgefährdenden Asbestproduktion trug zur Schließung der Asbestfabrik in Canari (Korsika) bei.

## Werke
- Lunes en papier. Paris 1921.
- La Tentation de l'Occident. Paris 1926, dt. Die Lockung des Westens, dt. Übersetzung von Ferdinand Hardekopf, Büchergilde Gutenberg, Zürich 1950; Die Lockung des Okzidents. Kiepenheuer & Witsch, Köln 1966.
- Les Conquérants. Paris 1928, dt. Eroberer, Kurt Vowinckel, Berlin 1929; Die Eroberer. Deutsche Verlags-Anstalt, Stuttgart 1953.
- Royaume-Farfelu. Paris 1928.
- La Voie royale. Paris 1930; erster Prix Interallié 1930, dt. Der Königsweg., dt. Übersetzung von Ferdinand Hardekopf, Büchergilde Gutenberg, Zürich 1950.
- La Condition humaine. Paris 1933, Prix Goncourt, dt. So lebt der Mensch. Europa Verlag, Zürich 1934, zuletzt So lebt der Mensch. La Condition Humaine. dtv, München 1999.
- Le Temps du mépris. Paris 1935, dt. Die Zeit der Verachtung, Éditions du Carrefour, Paris 1936.
- L'Espoir. Paris 1937, dt. Die Hoffnung. Deutsche Verlags-Anstalt, Stuttgart 1954.
- La Lutte avec l'ange. A. Skira, Genf 1943, 1948 als Les Noyers de l'Altenbourg. in Frankreich, dt. Der Kampf mit dem Engel. Büchergilde Gutenberg, Zürich 1948.
- Le Démon de l'Absolu. 1946.
- Esquisse d'une psychologie du cinéma. 1946, dt. Skizze zu einer Psychologie des Kinos. Lettre International, 37, 1997.
- Psychologie de l'Art: Le Musée imaginaire. Paris 1947; dt. Psychologie der Kunst. Das imaginäre Museum. Woldemar Klein Verlag, Baden-Baden 1949, Neuaufl. Campus, Frankfurt 1987.
- Psychologie de l'Art: La Création artistique. Paris 1948, dt. Psychologie der Kunst. Die künstlerische Gestaltung. Woldemar Klein Verlag, Baden-Baden o. J.
- Psychologie de l'Art: La Monnaie de l'absolu. Paris 1950.
- Les Voix du silence. Paris 1951, dt. Stimmen der Stille. Droemer-Knaur, München 1956.
- Le Musée Imaginaire de la sculpture mondiale : La Statuaire – Des Bas-reliefs aux grottes sacrées – Le Monde Chrétien. Paris 1952–1954.
- La Métamorphose des dieux. 1957; wieder als Le Surnaturel.
- Antimémoires. Paris 1967 (Erster Teil von Miroir des Limbes), dt. Anti-Memoiren, dt. Übersetzung von Carlo Schmid, S. Fischer, 1968. (Platz 1 der Spiegel-Bestsellerliste vom 10. bis zum 16. März 1969)
- Les Chênes qu'on abat... 1971 (wieder aufgenommen in La Corde et les souris), dt. Eichen, die man fällt. Übers. Carlo Schmid, S. Fischer, Frankfurt 1972.
- Oraisons funèbres. 1971 (wieder aufgenommen in La Corde et les souris)
- La Tête d'obsidienne. 1974, (wieder aufgenommen in La Corde et les souris), dt. Das Haupt aus Obsidian. S. Fischer Verlag, Frankfurt 1975.
- Lazare. Paris 1974 (wieder aufgenommen in La Corde et les souris), dt. Lazarus. Ullstein, Berlin 1980, ISBN 3-550-06271-0.
- Hôtes de passage. Paris 1975 (wieder aufgenommen in La Corde et les souris), dt. Gäste im Vorübergehen. Ullstein, Berlin 1985, ISBN 3-548-20533-X.
- La Corde et les souris. 1976 (zweiter Teil von Miroir des Limbes).
- Le Miroir des Limbes. 1976.

1. Antimémoires.
2. La Corde et les souris und Oraisons funèbres.

- Le Surnaturel. (erschienen 1977, überarbeitete Fassung von La Métamorphose des Dieux).
- L'Irréel. La Métamorphose des Dieux, 2. 1975.
- L'Intemporel. La Métamorphose des Dieux, 3. 1976.
- L'Homme précaire et la littérature. 1977.
- «Non». Fragments d'un roman sur la Résistance. Édité par Henri Godard, Jean-Louis Jeanelle. Gallimard, Paris 2013.

## Filmografie (Auswahl)
- 1945: Hoffnung (L’espoir) (Roman, Drehbuch, Regie und Schnitt), davor 1939 unter dem Titel Sierra de Teruel
- 1974: Piège pour une fille seule (Roman)